# Rimfrost
Rimfrost (ofte forkortet rim) er deposition af vanddamp til iskrystaller, der afsættes, når luftens temperatur falder under dugpunktet i frostvejr. Typisk falder rim om natten frem til kl. 4 (normalt koldest), når det er skyfrit og vindstille. Når det er vindstille og koldt, afkøles jordoverfladen fordi den mister varme ved udståling, og især i dalsænkninger og dannes "frostlommer". Især om efteråret frigives vanddamp fra jorden og vådområder, som også sublimerer, når der er vindstille og frost.
Når det er skyfrit om natten, bliver det normalt temmelig koldt, da varmestrålingen fra jorden let forsvinder ud i verdensrummet. Når der er skyer, virker de derimod som en dyne for varmestrålingen, så meget af den reflekteres tilbage mod jorden.